# Nokia N72
Nokia N72 — тридіапазонний смартфон фірми Nokia, що працює на платформі S60 (Series 60) 2nd Edition, Feature Pack 3 під управлінням операційної системи Symbian OS версії 8.1a.
Вважається рестайлінговою моделлю Nokia N70. Випускається в трьох колірних варіантах: чорному, рожевому та сливовому.

## Подібні моделі
- Nokia N70
- Nokia 6681
- Nokia 6680
- Nokia 3250
- Nokia 3230